# Géolocaliser l'amour (roman)
Pour les articles homonymes, voir Géolocaliser l'amour.
Géolocaliser l'amour est un roman de Simon Boulerice paru en 2016 et édité par les Éditions de Ta Mère. Il s'agit d'un roman par poèmes à saveur d'auto-fiction. Simon y incarne le personnage principal et son meilleur ami, Jocelyn, dans le roman est également son meilleur ami dans la vie. Géolocaliser l'amour est paru à l'automne 2016, peu de temps après son autre roman L'Enfant Mascara.

## Résumé
Géolocaliser l'amour raconte le désarroi d'un jeune homme qui s'en remet à des applications de rencontre pour trouver l'âme sœur et qui s'écartèle aux quatre coins de Montréal, y laissant chaque fois un peu de sa dignité. Le livre est divisé en deux parties : «Je me déplace», et «Je reçois». Son personnage se déplace beaucoup en métro à Montréal.
Dans la première partie, le personnage s’écartèle et se perd complètement à travers les rencontres éphémères et sexuelles. La deuxième portion du roman porte une plus grande solitude et le personnage est plus casanier, prend soin de lui et se construit un nid en essayant d'y introduire l'autre, sans que ce dernier ne bouscule tout.

## Thématiques
Le roman de Simon Boulerice parle des relations à l'ère des téléphones intelligents, et de la grande solitude qui peut accompagner la recherche de l'âme sœur dans un milieu urbain : fausses photos de profil, ghosting, déceptions, malentendus. L'auteur parle des applications de rencontre comme d'un «buffet à volonté» devant lequel la prochaine tentation n'est jamais très loin.
« Toutes les rencontres fortuites ont quelque chose d’intéressant. La chimie opère ou n’opère pas. Ce sont des rencontres humaines, donc ça pétille, dans tous les sens. Il y a des rencontres fusionnelles éphémères, un passage qui flirte avec le viol, des moments où on éclate de rire. » (Simon Boulerice)

## Adaptation
Le roman a fait l'objet d'une adaptation sous forme de série télévisée, intitulée Géolocaliser l'amour, sortie le 5 mai 2022. La série a été adaptée par son auteur et il y tient également le rôle titre.